# Фридрих Филип Карл фон Пюклер-Лимпург-Зонтхайм-Шпекфелд
Фридрих Филип Карл фон Пюклер-Лимпург-Зонтхайм-Шпекфелд (на немски: Friedrich Philipp Karl
Graf von Pückler in Limpurg-Sontheim-Speckfeld; * 18 юни 1740, Бургфарнбах; † 27 септември 1811, Нюрнберг или Бургфарнбах, днес част от Фюрт) от благородническия род Пюклер-Лимпург, е граф на Пюклер-Лимпург-Зонтхайм-Шпекфелд.

## Произход
Той е син на граф Кристиан Вилхелм Карл фон Пюклер, фрайхер фон Гродиц (1705 – 1786) и съпругата му графиня Каролина Кристиана фон Льовенщайн-Вертхайм-Вирнебург (1719 – 1793), дъщеря на граф Хайнрих Фридрих фон Льовенщайн-Вертхайм-Вирнебург (1682 – 1721) и графиня Амьона София Фридерика фон Лимпург (1684 – 1746). Внук е на граф Карл Франц фон Пюклер, фрайхер фон Гродиц (1648 – 1708) и фрайин Анна Мария Шваб фон Лихтенберг (1682 – 1708).

## Фамилия
Първи брак: на 7 февруари 1764 г. с графиня Юлиана Мария Фридерика Амоена фон Велц (* 24март 1739; † 29 март 1765), дъщеря на граф Фридрих Ернст фон Велц († 1741) и София Хенриета Фридерика фон Шьонбург-Валденбург (1718 – 1757). Те имат една дъщеря:
- Каролина София Луиза Мария Хенриета Леополда фон Пюклер-Лимпург (* 8 февруари 1765; † 5 август 1787)

Втори брак: на 18 октомври 1780 г. с фрайин Луиза Ернестина фон Гайзберг-Хелфенберг (* 4 ноември 1759, Щутгарт; † 14 март 1835, Нюрнберг), дъщеря на фрайхер Еберхард Лудвиг фон Гайзберг-Хелфенберг и Вилхелмина София Мария Албертина фон Дахроден. Те имат децата:
- Луиза Кристина Вилхелмина Каролина фон Пюклер-Лимпург (* 23 юли 1781; † 27 ноември 1783)
- Карл Александер фон Пюклер-Лимпург (* 11 октомври 1782; † 28 декември 1843), граф на Пюклер и Лимпург, господар на замък Бургфарнбах, женен на 9 октомври 1806 г. за графиня Фридерика Августа фон Ортенбург (* 22 април 1786; † 8 октомври 1857)
- Ернестина Луиза фон Пюклер-Лимпург (* 24 юни 1784, Щутгарт; † 26 юни 1824, Вертхайм), омъжена на 26 август 1800 г. в Бургфарнбах за 2. княз Георг фон Льовенщайн-Вертхайм-Фройденберг (* 15 ноември 1775, Вертхайм; † 26 юли 1855, Вертхайм)
- Фридрих Карл Лудвиг фон Пюклер-Лимпург (* 12 февруари 1788, Бургфарнбах; † 1 юли 1867, Канщат), граф на Пюклер и Лимпург, фрайхер на Гродиц, женен на 12 февруари 1817 г. за фрайин София фон Дьорнберг (* 13 юли 1795, Дурлах; † 18 октомври 1854, Щутгарт); имат двама сина
- Лудвиг Фридрих Карл Максимилиан фон Пюклер-Лимпург (* 11 април 1790, Бургфарнбах или Щутгарт; † 16 август 1854, Нюрнберг), граф на Пюклер, граф и господар на Лимпург-Сонтхайм-Гайлдорф, фрайхер на Гродиц, женен на 9 май 1824 г. в Хилдбургхаузен за графиня Луиза Кламорина фон Ботмер (* 19 март 1803, Касел; † 16 януари 1876, Бургфарнбах); има 7 сина
- Кристиан Карл Лудвиг Адолф фон Пюклер-Лимпург (* 11 декември 1791; † 2 април 1815, Швайнфурт)
- Алберт Йохан Фридрих Карл фон Пюклер-Лимпург (* 23 май 1793; † 2 май 1816)